# Második harmincéves háború
Az 1914–1945 közötti időszakot egyesek a második harmincéves háború időszakának nevezik.

## Elnevezése
Már 1946-ban Charles de Gaulle úgy nyilatkozott: „A mi győzelmünkkel végződött harmincéves háború drámája számos váratlan eseményt foglalt magában”. Erről a teóriáról írt Sigmund Neumann könyvében, szerinte az első harmincéves háborúhoz hasonlóan a 20. század eleji nagy háború is több kisebb konfliktus eredménye. Hasonló szemléletben írt könyvet Ravasz István is.